# IPPONグランプリ
『IPPONグランプリ』（イッポン・グランプリ、英: IPPON GRAND PRIX）は、フジテレビ系列で2009年から不定期に（概ね年1・2回ペース）放送されている大喜利バラエティ番組、および同番組内で開催されている大喜利大会である。第38回放送文化基金賞テレビエンターテインメント番組部門優秀賞を受賞。通称『IPPON』『IPPON GP』。

## 概要
「お台場笑おう会」なる委員会が大喜利の得意な芸能人10人を招待し、大喜利のNo.1決定戦を開催するという番組構成。出題される数々のお題に答え、各ブロック5人の中から勝ち上がった2人で決勝戦を行い、3本先取した者がチャンピオンとなる。
2010年までは深夜枠でローカル放送だったが、「2011開幕戦」からゴールデンタイム・プライムタイム枠の全国放送となっている。以後、原則として『土曜プレミアム』枠で年1・2回不定期放送されている。また、「2011春の陣」は4月2日21:00より3時間に拡大して放送される予定だったが、放送日の3週間前に発生した東日本大震災の影響で延期となり、6月11日21:00からタイトルに「〜の陣」が外され、以降大会名には放送日を冠して開催されている。
番組携帯サイトでは視聴者募集の投稿作品を参加者同士で採点し合い、番組終了後に自分の点数や採点結果、全国順位をチェックできるという企画が行われている。
なお、開始当初は年5回の大会が予定されており、春夏秋冬の各季節ごとに開催された予選大会のチャンピオンが年末に開催される「グランドチャンピオン大会」に出場し、そこで優勝した出場者に「年間の大喜利 No.1」を認定する意向とされていたが、2010年の最初の年からスケジュール通りに大会が開催されず、グランドチャンピオン大会そのものも消滅している。
2022年は、大会チェアマンの松本がメインで出演する特別番組『まっちゃんねる』、『FNSラフ＆ミュージック』)にて、様々な趣向を凝らした通常のフォーマットとは異なる特別企画が行われたため、本放送が1回のみとなった。
第28回大会より、TVerでのリアルタイム配信及び、見逃し配信がスタートした。

## 放送データ一覧
第5回以降は『土曜プレミアム』枠。本放送以外については#スピンオフ番組を参照。
| 回                                       | 放送日         | 放送時間（JST） | 大会名       | 平均視聴率 |
| ---------------------------------------- | -------------- | --------------- | ------------ | ---------- |
| 第1回                                    | 2009年12月28日 | 00:25 - 02:25   | 09-10 開幕戦 | 07.2%      |
| 第2回                                    | 2010年3月31日  | 00:35 - 02:35   | 09-10 春の陣 | 05.4%      |
| 第3回                                    | 2010年10月6日  | 00:35 - 02:35   | 09-10 秋の陣 | 04.6%      |
| 第4回                                    | 2011年1月4日   | 22:00 - 23:54   | 2011 開幕戦  | 11.6%      |
| 第5回                                    | 2011年6月11日  | 21:00 - 23:10   | 2011.06.11   | 14.6%      |
| 第6回                                    | 2011年10月22日 | 21:00 - 23:10   | 2011.10.22   | 13.6%      |
| 第7回                                    | 2012年4月7日   | 21:00 - 23:10   | 2012.04.07   | 11.9%      |
| 第8回                                    | 2012年11月17日 | 21:00 - 23:10   | 2012.11.17   | 13.2%      |
| 第9回                                    | 2013年5月25日  | 21:00 - 23:10   | 2013.05.25   | 11.4%      |
| 第10回                                   | 2013年11月23日 | 21:00 - 23:10   | 2013.11.23   | 15.4%      |
| 第11回                                   | 2014年5月24日  | 21:00 - 23:10   | 2014.05.24   | 11.2%      |
| 第12回                                   | 2014年11月8日  | 21:00 - 23:10   | 2014.11.08   | 11.0%      |
| 第13回                                   | 2015年5月23日  | 21:00 - 23:10   | 2015.05.23   | 13.9%      |
| 第14回                                   | 2015年11月14日 | 21:00 - 23:10   | 2015.11.14   | 11.0%      |
| 第15回                                   | 2016年6月11日  | 21:00 - 23:10   | 2016.06.11   | 11.8%      |
| 第16回                                   | 2016年11月19日 | 21:00 - 23:10   | 2016.11.19   | 12.7%      |
| 第17回                                   | 2017年5月13日  | 21:00 - 23:10   | 2017.05.13   | 09.5%      |
| 第18回                                   | 2017年12月2日  | 21:00 - 23:10   | 2017.12.02   | 11.6%      |
| 第19回                                   | 2018年3月10日  | 21:00 - 23:10   | 2018.03.10   | 10.6%      |
| 第20回                                   | 2018年12月15日 | 21:00 - 23:10   | 2018.12.15   | 10.7%      |
| 第21回                                   | 2019年4月20日  | 21:00 - 23:10   | 2019.04.20   | 0?.?%      |
| 第22回                                   | 2019年11月30日 | 21:00 - 23:10   | 2019.11.30   | 11.1％     |
| 第23回                                   | 2020年6月13日  | 21:00 - 23:10   | 2020.06.13   | 12.7%      |
| 第24回                                   | 2020年12月5日  | 21:00 - 23:10   | 2020.12.05   | 11.1%      |
| 第25回                                   | 2021年5月22日  | 21:00 - 23:10   | 2021.05.22   | 0?.?%      |
| 第26回                                   | 2021年12月4日  | 21:00 - 23:10   | 2021.12.04   | 0?.?%      |
| 第27回                                   | 2022年5月21日  | 21:00 - 23:10   | 2022.05.21   | 09.7%      |
| 第28回                                   | 2023年5月13日  | 21:00 - 23:10   | 2023.05.13   | 0?.?%      |
| 第29回                                   | 2024年2月3日   | 21:00 - 23:10   | 2024.02.03   | 0?.?%      |
| 視聴率は関東地区・ビデオリサーチ社調べ。 |                |                 |              |            |

## 番組構成

### 導入部
松本人志が、オープニングトークと開幕宣言を行ったあと、画面左のボタンを押し、IPPONグランプリがスタートする。

### オープニング映像
出場者10名の全身写真を加工したモノクロの静止画が公開される。
- 第1回 - 第11回：1・4番目のカットは単独、2・3・5・6番目のカットは2人同時紹介。
- 第12回 - 第21回：出場芸人は全員単独紹介で、出場芸人の背中から羽が生えたデザインに変更。
- 第22回以降：名前とローマ字が画面中央表記に統一されるようになった。

最初に登場するのは基本的にバカリズムだが、第25回 - 第27回では前回チャンピオンが、第29回では同大会出場者の中で最も優勝回数が多い堀内健が最初に登場した。

### エンディング
決勝戦終了後、表彰式が行われ、松本から優勝者へ"トロフィー"が贈呈される。表彰式終了後、松本の一言で番組は締められる。
松本が出場者の中でベスト回答だと思ったものを発表。

### CHAIRMAN's EYE/BAKARHYTHM's EYE
決勝戦開始前に、番組携帯サイトや公式サイトに投稿された一般人の回答の中から、優秀作を松本（バカリズム）が選んで発表するコーナー。第25回までは各予選ブロック終了後に行われ、松本自身が考えた回答も発表しており、第29回でチェアマン代理を務めたバカリズムも自ら考えた回答を発表した。採用されると、第7回までは番組特製グッズ、第8回から実際に読まれた回答がプリントされた番組特製USBメモリ、第23回からは番組特製マスクとセットで、第29回では番組特製タオルプレゼントされる。

## 大会ルール
本項では第18回以降のルールを記載。過去の大会から変更があったルールについては脚注に記載。

### お題
様々な形式の大喜利問題がお題として出されており、通常の「文章問題」の他、以下のような多様なパターンがある。
写真で一言
出された写真に対し、台詞やツッコミを入れる。第10回以降はあらかじめ提示された複数の写真の中からランダムに選ばれた写真に口頭で答える「写真で一言ルーレット」になるなど、変則的な出題になっている。各ブロック終了後はゲストが挑戦することもある。
歌詞をつけてください
歌詞のないメロディの一部分に歌詞をつける。
このかるたの読み札を教えてください
玩具ロードワークスで発売されているかるたの取り札を見て回答する。第6回以降出題されている 。
動画でアフレコ
出された動画に台詞をつけてアフレコを行う。第17回以降決勝戦で出題されている。第17、19、24回を除き最初の回答で「IPPON」となっている。
なりきりルーレット
「人物」と「モノ」それぞれ5枚ずつの中からランダムに選ばれた「人物」が、「モノ」を見て、言いそうなことを答える。第14回Bブロックの4人サドンデスでのみ出題され、「IPPON」獲得で勝ち残り。「IPPON」を獲れなかった場合、その時点で脱落となる。
架空○○大喜利
架空の人や物の名前を口頭で答える。判定は予選各ブロック2位のプレイヤー（第21、22回では松本チェアマン）が「○」「×」の札を使用し、両者「×」が出た時点で問題が終了、相手に「IPPON」が入る。第21回以降の決勝戦で出題されている（第23、27回を除く）。
ドラムロール大喜利
「○○な芸能人第1位は?」というお題の後にドラムロールが鳴り、それを自分のタイミングでボタンを押して止めた後に口頭で答える。第23回以降の予選ブロックで出題されている。
視聴者が投稿したお題や過去の出場者が考えたお題が出される事もある。回答権は早押し形式で与えられるが、第10回以降の「写真で一言ルーレット」では回答者席を2巡、「ドラムロール大喜利」「なりきりルーレット」では1巡する形で上手の出場者から順番に回答権が与えられる。

### 予選
大会出場者10名がAとBの2つのブロックに5名ずつ分けられ、それぞれのブロックで大喜利を行い1名ずつ勝者を決定する。大喜利の回答の審査・採点を行うのはそれぞれ他のブロックに分けられた出場者であり、Aブロックの採点をBブロックの出場者が行い、逆も同様に行う。審査員は1名あたり2ポイントを持ち点としており、審査員による採点の合計が10点満点を獲得した回答は「IPPON」となる。
各ブロックにつきお題は5問出題（1・3・5問目が文章問題、2問目が写真で一言ルーレット、4問目がドラムロール大喜利）され、1問につき7分の間でどれだけ「IPPON」を獲得するかを競い合う。回答は原則フリップに書いて提示する（「写真で一言ルーレット」など一部問題は口頭で回答）。時間の経過は「5分経過」「1分前」の2回コールされる。なお上記の通り「写真で一言ルーレット」と「ドラムロール大喜利」には時間制限はなく、各出場者に「写真で一言ルーレット」は2回ずつ、「ドラムロール大喜利」は1回ずつ順番に回答権が与えられる。
それぞれのブロックで最も「IPPON」を獲得した出場者1名が決勝戦に進出する。
出場者が座るセットのテーブルには早押しボタンが右と左に装備されており、右が1、3、5問目、左が写真で一言ルーレット（2問目）、ドラムロール大喜利（4問目）で使われる。
回答権を得ると前面上部に横向きに備えられた黄色い蛍光灯が点灯する。また、前面下部には計10本のIPPON獲得数を表す蛍光灯が縦に備えられ、IPPONを獲得するごとに1本ずつ左端から黄色に点灯されていく。なお、右端の10本目は赤く点灯する（11本目以降は右端の赤を10本分とし他は消灯、再び左から点灯する）。

### サドンデス
ブロック終了時「IPPON」の数がトップの者が複数存在した場合、同点1位同士でのサドンデスマッチとなる。出されたお題に対して一番早く最初の「IPPON」を取った者が決勝進出となる。発生率は50%超と非常に高く、どちらのブロックでも行われなかったのは第17回・第27回のみ。一定時間内に「IPPON」が出なかった場合は、新しい問題に移行することもある。松本曰く「1個目は様子見される」「もう一人のヤツの答えも見たくなる」という理由により、最初の回答で勝負を決めた（IPPONを出した）例は、第29回現在で5回である。

### 決勝戦
各ブロックの勝者2名によって行われる。画面向かってAブロック勝者が左側、Bブロック勝者が右側に座る。
決勝戦の大喜利問題の審査は予選敗退した出場者8名が行う。審査員の持ち点は一人2点で、合計16点満点を獲得すると「IPPON」となる。1問につき先に「IPPON」を獲得した時点、または「IPPON」が出ないまま一定時間経過でその問題は終了となり、3本先取した者が優勝となる。

## 出演者
出場者とフロア進行役はスーツ等の正装を着用し、衣装の左胸に「IPPON」と書かれた黄色い羽根をつけている。開始当初は観覧ゲストやチェアマンも含めた全出演者が正装で登場していた。

### 大会チェアマン
- 松本人志（ダウンタウン）
  - 別室で会場の様子をモニタリングしており、試合模様についての解説を行う。文字放送のテロップの色は■黄色。
  - 初回ではゲスト解説者としてMEGUMI、茂木健一郎が松本の隣にいた。なお、松本は第18回大会のAブロック終了時に「（当時は）茂木さんが邪魔だった」と明言している。
  - 2024年1月からの松本の芸能活動休止を受け、同年2月放送の第29回大会はバカリズムがチェアマン代理を務めた[3]。

### 出場者
ブロック戦の出場者は画面向かって右側からの席順、決勝戦進出者はブロック順に記載。★は初出場（第2回以降）、太字は決勝進出者および優勝者、半角カッコ内はIPPON獲得本数、獲得数の横の「S」はサドンデス出場者。
| 回 | 出場者 | 出場者 | 決勝戦                        |
| 回 | Aブロック | Bブロック | 決勝戦                        |
| -- | --- | --- | ----------------------------- |
| 1  | 千原ジュニア（千原兄弟）(7・S) ビビる大木(3) 徳井義実（チュートリアル）(6・S) 若林正恭（オードリー）(6・S) 世界のナベアツ(4)               | 設楽統（バナナマン）(2) 有吉弘行(5) 箕輪はるか（ハリセンボン）(3) バカリズム(7) ケンドーコバヤシ(5)                                                | 千原ジュニア(2) バカリズム(3) |
| 2  | 千原ジュニア（千原兄弟）(4) 小沢一敬（スピードワゴン）★(4) 若林正恭（オードリー）(6) 高橋茂雄（サバンナ）★(4) 堀内健（ネプチューン）★(5)   | 有野晋哉（よゐこ）★(5) 椿鬼奴★(6) 設楽統（バナナマン）(8・S) 川島邦裕（野性爆弾）★(5) 世界のナベアツ(7・S)                                         | 若林正恭(2) 設楽統(3)         |
| 3  | 日村勇紀（バナナマン）★(2) バカリズム(7) 有野晋哉（よゐこ）(4) 友近★(3) 世界のナベアツ(5)                                                  | ビビる大木(3) 有吉弘行(6・S) 塚地武雅（ドランクドラゴン）★(5・S) 西田幸治（笑い飯）★(4) ケンドーコバヤシ(4)                                        | バカリズム(3) 有吉弘行(1)     |
| 4  | 有吉弘行(6・S) 博多大吉（博多華丸・大吉）★(4) バカリズム(7・S) 川島邦裕（野性爆弾）(2) 世界のナベアツ(3)                                   | ビビる大木(5) 有野晋哉（よゐこ）(3) 椿鬼奴(3) 小木博明（おぎやはぎ）★(7・S) 高橋茂雄（サバンナ）(6・S)                                             | バカリズム(2) 小木博明(3)     |
| 5  | バカリズム(8) 又吉直樹（ピース）★(7) 設楽統（バナナマン）(7) 堀内健（ネプチューン）(5) 世界のナベアツ(2)                                   | 千原ジュニア（千原兄弟）(7・S) 真栄田賢（スリムクラブ）★(4) 近藤春菜（ハリセンボン）★(2) 濱口優（よゐこ）★(4) 有吉弘行(6・S)                       | バカリズム(3) 千原ジュニア(1) |
| 6  | バカリズム(5) 有吉弘行(7・S) 徳井義実（チュートリアル）(4) 真栄田賢（スリムクラブ）(2) 堀内健（ネプチューン）(8・S)                        | 設楽統（バナナマン）(4) 千原ジュニア（千原兄弟）(6) 小木博明（おぎやはぎ）(4) 田中卓志（アンガールズ）★(4) 桂三度(7)                               | 堀内健(3) 桂三度(0)           |
| 7  | 有吉弘行(7・S) 日村勇紀（バナナマン）(3) 小籔千豊★(4) 飯尾和樹（ずん）★(4) 千原ジュニア（千原兄弟）(8・S)                                  | バカリズム(8) 吉村崇（平成ノブシコブシ）★(2) 山里亮太（南海キャンディーズ）★(3) 又吉直樹（ピース）(7) 小木博明（おぎやはぎ）(5)                    | 千原ジュニア(3) バカリズム(2) |
| 8  | 徳井義実（チュートリアル）(5) 秋山竜次（ロバート）★(7) 堀内健（ネプチューン）(6) カンニング竹山★(4) 千原ジュニア（千原兄弟）(5)            | バカリズム(7・S) 後藤輝基（フットボールアワー）★(2) 設楽統（バナナマン）(4) もう中学生★(3) 又吉直樹（ピース）(8・S)                                | 秋山竜次(3) 又吉直樹(2)       |
| 9  | 千原ジュニア（千原兄弟）(9・S） 有吉弘行(8) 堀内健（ネプチューン）(10・S) 大悟（千鳥）★(5) 小木博明（おぎやはぎ）(7)                       | バカリズム(6・S) 秋山竜次（ロバート）(7・S) 飯尾和樹（ずん）(4) 日村勇紀（バナナマン）(6・S) 渡辺江里子（阿佐ヶ谷姉妹）★(5)                        | 堀内健(3) 秋山竜次(1)         |
| 10 | 有吉弘行(8) 小木博明（おぎやはぎ）(6) 大久保佳代子（オアシズ）★(4) 徳井義実（チュートリアル）(4) 高橋茂雄（サバンナ）(5)                   | バカリズム(7・S) 又吉直樹（ピース）(8・S) ウド鈴木（キャイ〜ン）★(1) 小出水直樹（シャンプーハット）★(3) 設楽統（バナナマン）(7・S)                 | 有吉弘行(3) 又吉直樹(2)       |
| 11 | バカリズム(12・S) 設楽統（バナナマン）(8) 小出水直樹（シャンプーハット）(5) 堀内健（ネプチューン）(13・S) 岩尾望（フットボールアワー）★(6) | 千原ジュニア（千原兄弟）(8・S) 秋山竜次（ロバート）(9・S) 川元文太（ダブルブッキング）★(5) ビビる大木(5) 又吉直樹（ピース）(4)                     | 堀内健(1) 秋山竜次(3)         |
| 12 | バカリズム(8) 大久保佳代子（オアシズ）(5) 堀内健（ネプチューン）(7) ちゅうえい（流れ星）★(1) 小木博明（おぎやはぎ）(6)                     | 千原ジュニア（千原兄弟）(6・S) 有吉弘行(7・S) こいで（小出水直樹）（シャンプーハット）(4) 飯尾和樹（ずん）(3) 伊藤修子★(2)                         | バカリズム(2) 有吉弘行(3)     |
| 13 | バカリズム(8・S) 堀内健（ネプチューン）(9・S) 徳井義実（チュートリアル）(7) 板尾創路★(8・S) 狩野英孝★(2)                                   | 博多大吉（博多華丸・大吉）(6) 若林正恭（オードリー）(4) 秋山竜次（ロバート）(3) 千原ジュニア（千原兄弟）(5) 斎藤司（トレンディエンジェル）★(1)     | 堀内健(1) 博多大吉(3)         |
| 14 | バカリズム(7・S) 小沢一敬（スピードワゴン）(4) 秋山竜次（ロバート）(8・S) 堀内健（ネプチューン）(5) 若林正恭（オードリー）(6)              | 設楽統（バナナマン）(8・S) 三村マサカズ（さまぁ〜ず）★(6・S) 千原ジュニア（千原兄弟）(7・S) 博多大吉（博多華丸・大吉）(7・S) 哲夫（笑い飯）★(3)    | 秋山竜次(1) 設楽統(3)         |
| 15 | バカリズム(9・S) 伊達みきお（サンドウィッチマン）★(6) 堀内健（ネプチューン）(8) 博多大吉（博多華丸・大吉）(10・S) 川島明（麒麟）★(8)       | 若林正恭（オードリー）(8) 塙宣之（ナイツ）★(6) 秋山竜次（ロバート）(7) 千原ジュニア（千原兄弟）(7) 今野浩喜★(6)                                    | 博多大吉(2) 若林正恭(3)       |
| 16 | バカリズム(10・S) ふかわりょう★(6) 千原ジュニア（千原兄弟）(9・S) 永野★(2) 秋山竜次（ロバート）(8)                                         | 堀内健（ネプチューン）(7・S) 中岡創一（ロッチ）★(4) 若林正恭（オードリー）(6) 久保田和靖（とろサーモン）★(2) 川島明（麒麟）(8・S)                  | バカリズム(2) 川島明(3)       |
| 17 | バカリズム(7) ふかわりょう(2) 博多大吉（博多華丸・大吉）(5) サンシャイン池崎★(3) 川島明（麒麟）(8)                                         | 千原ジュニア（千原兄弟）(7) くっきー（川島邦裕）（野性爆弾）(2) 木村祐一★(5) 川西賢志郎（和牛）★(4) 秋山竜次（ロバート）(6)                        | 川島明(0) 千原ジュニア(3)     |
| 18 | バカリズム(8・S) 若林正恭（オードリー）(9・S) 千原ジュニア（千原兄弟）(8・S) 中岡創一（ロッチ）(6) 柴田英嗣（アンタッチャブル）★(4)        | 堀内健（ネプチューン）(10・S) 秋山竜次（ロバート）(8) 川島明（麒麟）(9・S) 礼二（中川家）★(5) 石田たくみ（カミナリ）★(7)                           | 若林正恭(1) 堀内健(3)         |
| 19 | 堀内健（ネプチューン）(5) 中岡創一（ロッチ）(5) 博多大吉（博多華丸・大吉）(9・S) 大悟（千鳥）(10・S) 木下隆行（TKO）★(7)                   | バカリズム(10・S) 川島明（麒麟）(9・S) 小沢一敬（スピードワゴン）(8) 秋山竜次（ロバート）(8) 昴生（ミキ）★(3)                                      | 大悟(1) バカリズム(3)         |
| 20 | バカリズム(8) 博多大吉（博多華丸・大吉）(6) 大悟（千鳥）(9) 若林正恭（オードリー）(8) くっきー（野性爆弾）(8)                              | 設楽統（バナナマン）(10・S) 堀内健（ネプチューン）(7) 千原ジュニア（千原兄弟）(8) 山内健司（かまいたち）★(6) 川島明（麒麟）(9・S)                  | 大悟(1) 設楽統(3)             |
| 21 | バカリズム(9・S) 堀内健（ネプチューン）(10・S) 森田哲矢（さらば青春の光）★(5) 千原ジュニア（千原兄弟）(9・S) 板倉俊之（インパルス）★(7)    | 又吉直樹（ピース）(8) 粗品（霜降り明星）★(6) 秋山竜次（ロバート）(10・S) 塙宣之（ナイツ）(6) 川島明（麒麟）(9・S)                                  | 堀内健(3) 秋山竜次(1)         |
| 22 | 堀内健（ネプチューン）(6) 山内健司（かまいたち）(5) 博多大吉（博多華丸・大吉）(9・S) せいや（霜降り明星）★(3) 秋山竜次（ロバート）(8・S)   | バカリズム(8・S) 田中卓志（アンガールズ）(8・S) 大悟（千鳥）(9・S) 千原ジュニア（千原兄弟）(8・S) ハリウッドザコシショウ★(7)                       | 博多大吉(2) 大悟(3)           |
| 23 | バカリズム(10・S) 田中卓志（アンガールズ）(6) 川島明（麒麟）(8) 稲田直樹（アインシュタイン）★(7) ハリウッドザコシショウ(9・S)              | 千原ジュニア（千原兄弟）(10・S) 後藤拓実（四千頭身）★(5) 大悟（千鳥）(10・S) 駒場孝（ミルクボーイ）★(9) 秋山竜次（ロバート）(11・S)                | バカリズム(3) 秋山竜次(2)     |
| 24 | バカリズム(8・S) 若林正恭（オードリー）(6) 駒場孝（ミルクボーイ）(5) 西田幸治（笑い飯）(9・S) くっきー!（野性爆弾）(5)                     | 千原ジュニア（千原兄弟）(7) 堀内健（ネプチューン）(6) 稲田直樹（アインシュタイン）(6) 山内健司（かまいたち）(8) 博多大吉（博多華丸・大吉）(9)      | 西田幸治(3) 博多大吉(1)       |
| 25 | バカリズム(13・S) 川島明（麒麟）(12・S) 野田クリスタル（マヂカルラブリー）★(6) 山内健司（かまいたち）(9) ハリウッドザコシショウ(9)         | 千原ジュニア（千原兄弟）(9・S) 西田幸治（笑い飯）(8) 粗品（霜降り明星）(8) 博多大吉（博多華丸・大吉）(8) 大悟（千鳥）(10・S)                       | バカリズム(1) 大悟(3)         |
| 26 | バカリズム(9) 大悟（千鳥）(8) おいでやす小田★(5) 山内健司（かまいたち）(10・S) 堀内健（ネプチューン）(11・S)                               | 千原ジュニア（千原兄弟）(9) 西田幸治（笑い飯）(7) もう中学生(4) 川島明（麒麟）(10) 秋山竜次（ロバート）(9)                                         | 堀内健(2) 川島明(3)           |
| 27 | バカリズム(10) 野田クリスタル（マヂカルラブリー）(6) 大悟（千鳥）(11) 渡辺隆（錦鯉）★(6) ハリウッドザコシショウ(5)                         | 千原ジュニア（千原兄弟）(11) 山内健司（かまいたち）(10) 飯尾和樹（ずん）(6) ZAZY★(3) 川島明（麒麟）(10)                                            | 大悟(2) 千原ジュニア(3)       |
| 28 | バカリズム(11) 粗品（霜降り明星）(7) 水川かたまり（空気階段）★(8) ユースケ（ダイアン）★(7) 秋山竜次（ロバート）(9)                         | 川島明（麒麟）(9・S) 西田幸治（笑い飯）(10・S) 野田クリスタル（マヂカルラブリー）(6) 岩崎う大（かもめんたる）★(6) 堀内健（ネプチューン）(8)        | バカリズム(3) 西田幸治(2)     |
| 29 | 川島明（麒麟）(11) 堂前透（ロングコートダディ）★(8) ヒコロヒー★(7) 赤羽健壱（サルゴリラ）★(7) 田中卓志（アンガールズ）(10)                 | 堀内健（ネプチューン）(9・S) 博多大吉（博多華丸・大吉）(9・S) 児玉智洋（サルゴリラ）★(6) 箕輪はるか（ハリセンボン）(8) 秋山竜次（ロバート）(10・S) | 川島明（2） 秋山竜次（3）     |

### スーパーサブ
第24回からは「スーパーサブ」と称する芸人ゲストも登場。これは新型コロナウイルス感染症対策の一環で、収録日に本来の出場者に欠員が出た場合の補充を兼ねているものである。なお、スーパーサブに選ばれた芸人が次の回以降で正式に出場することもあり、以下、正式に出場した芸人を太字で表記する。
- 第24回：秋山寛貴（ハナコ）、野田クリスタル（マヂカルラブリー）[注 34]
- 第25回：おいでやす小田、屋敷裕政（ニューヨーク）
- 第26回：酒井貴士（ザ・マミィ）、ZAZY
- 第27回：お見送り芸人しんいち、堂前透（ロングコートダディ）
- 第28回：鈴木もぐら（空気階段）[注 35]、槙尾ユウスケ（かもめんたる）[注 36]
- 第29回：植田紫帆（オダウエダ）[注 37]

### その他
- フロア進行:伊藤利尋（第1回 - 第12回、第24回 - ）、榎並大二郎（第13回 - 第23回）
  - 文字放送のテロップの色は■緑色。
- 問題読み上げ：松元真一郎、樋口あかり（「ドラムロール大喜利」のみ担当）
- ナレーション：遠藤憲一（出場者が1本を取った時の「IPPON」コール、「CHAIRMAN's EYE」、決勝進出者の紹介等）

上記の他にもゲスト観覧者として俳優（女優）・モデル・アイドル・ミュージシャンが出演。各ブロック終了後、本編のお題を振られ回答することもある。

## 歴代記録

### 出場回数
| 回数 | 名前                       | 出場回                                |
| ---- | -------------------------- | ------------------------------------- |
| 27回 | バカリズム                 | 1,3-28                                |
| 23回 | 千原ジュニア（千原兄弟）   | 1,2,5 - 9,11 - 18,20 - 27             |
| 20回 | 堀内健（ネプチューン）     | 2,5,6,8,9,11 - 16,18 - 22,24,26,28,29 |
| 16回 | 秋山竜次（ロバート）       | 8,9,11,13 - 19,21 - 23,26,28,29       |
| 13回 | 川島明（麒麟）             | 15 - 21,23,25 - 29                    |
| 11回 | 博多大吉（博多華丸・大吉） | 4,13 - 15,17,19,20,22,24,25,29        |
| 9回  | 有吉弘行                   | 1,3 - 7,9,10,12                       |
| 9回  | 設楽統（バナナマン）       | 1,2,5,6,8,10,11,14,20                 |
| 9回  | 若林正恭（オードリー）     | 1,2,13 - 16,18,20,24                  |
| 8回  | 大悟（千鳥）               | 9,19,20,22,23,25 - 27                 |

### 優勝
第12回以降のオープニング映像では、過去の大会の優勝者に、優勝回数分の「★」印が付けられる。
| 回数 | 名前                       | 出場回         |
| ---- | -------------------------- | -------------- |
| 6回  | バカリズム                 | 1,3,5,19,23,28 |
| 4回  | 堀内健（ネプチューン）     | 6,9,18,21      |
| 3回  | 設楽統（バナナマン）       | 2,14,20        |
| 3回  | 千原ジュニア（千原兄弟）   | 7,17,27        |
| 3回  | 秋山竜次（ロバート）       | 8,11,29        |
| 2回  | 有吉弘行                   | 10,12          |
| 2回  | 川島明（麒麟）             | 16,26          |
| 2回  | 大悟（千鳥）               | 22,25          |
| 1回  | 小木博明（おぎやはぎ）     | 4              |
| 1回  | 博多大吉（博多華丸・大吉） | 13             |
| 1回  | 若林正恭（オードリー）     | 15             |
| 1回  | 西田幸治（笑い飯）         | 24             |

### 準優勝
| 回数 | 名前                       | 出場回       |
| ---- | -------------------------- | ------------ |
| 5回  | バカリズム                 | 4,7,12,16,25 |
| 4回  | 秋山竜次（ロバート）       | 9,14,21,23   |
| 3回  | 堀内健（ネプチューン）     | 11,13,26     |
| 3回  | 博多大吉（博多華丸・大吉） | 15,22,24     |
| 3回  | 大悟（千鳥）               | 19,20,27     |
| 2回  | 千原ジュニア（千原兄弟）   | 1,5          |
| 2回  | 若林正恭（オードリー）     | 2,18         |
| 2回  | 又吉直樹（ピース）         | 8,10         |
| 2回  | 川島明（麒麟）             | 17,29        |
| 1回  | 有吉弘行                   | 3            |
| 1回  | 桂三度                     | 6            |
| 1回  | 西田幸治（笑い飯）         | 28           |

### サドンデス回数
同順位の場合は勝率が高い方を上に記載（勝率は小数点2桁以下は四捨五入）
| 回数 | 名前                       | 対戦回                            | 勝敗    | 勝率   |
| ---- | -------------------------- | --------------------------------- | ------- | ------ |
| 16回 | バカリズム                 | 4,8 - 11,13 - 16,18,19,21 - 25    | 5勝11敗 | 31.3%  |
| 13回 | 千原ジュニア（千原兄弟）   | 1,5,7,9,11,12,14,16,18,21 - 23,25 | 3勝10敗 | 23.1%  |
| 9回  | 堀内健（ネプチューン）     | 6,9,11,13,16,18,21,26,29          | 7勝2敗  | 77.8%  |
| 7回  | 川島明（麒麟）             | 16,18 - 21,25,28                  | 1勝6敗  | 14.3%  |
| 7回  | 秋山竜次（ロバート）       | 9,11,14,21 - 23,29                | 6勝1敗  | 85.7%  |
| 6回  | 有吉弘行                   | 3 - 7,12                          | 2勝4敗  | 33.3%  |
| 5回  | 博多大吉（博多華丸・大吉） | 14,15,19,22,29                    | 2勝3敗  | 40.0%  |
| 4回  | 設楽統（バナナマン）       | 2,10,14,20                        | 3勝1敗  | 75.0%  |
| 4回  | 大悟（千鳥）               | 19,22,23,25                       | 3勝1敗  | 75.0%  |
| 2回  | 又吉直樹（ピース）         | 8,10                              | 2勝0敗  | 100.0% |
| 2回  | 西田幸治（笑い飯）         | 24,28                             | 2勝0敗  | 100.0% |
| 2回  | 若林正恭（オードリー）     | 1,18                              | 1勝1敗  | 50.0%  |

### IPPON獲得本数TOP10
個人の最高本数を上位とする。
| 獲得本数 | 名前                       | 出場回 |
| -------- | -------------------------- | ------ |
| 13本     | 堀内健（ネプチューン）     | 11     |
| 13本     | バカリズム                 | 25     |
| 12本     | 川島明（麒麟）             | 25     |
| 11本     | 秋山竜次（ロバート）       | 23     |
| 11本     | 大悟（千鳥）               | 27     |
| 11本     | 千原ジュニア（千原兄弟）   | 27     |
| 10本     | 博多大吉（博多華丸・大吉） | 15     |
| 10本     | 設楽統（バナナマン）       | 20     |
| 10本     | 山内健司（かまいたち）     | 26,27  |
| 10本     | 西田幸治（笑い飯）         | 28     |
| 10本     | 田中卓志（アンガールズ）   | 29     |

### 総IPPON数TOP10
同率の場合は、優勝回数の多いプレイヤーを上位（平均IPPON数は小数点3桁以下は四捨五入）とする。
| 順位 | 総IPPON数        | 名前         | 平均IPPON数        |
| ---- | ---------------- | ------------ | ------------------ |
| 1位  | 254本（優勝6回） | バカリズム   | 9.41本（27回出場） |
| 2位  | 186本（優勝3回） | 千原ジュニア | 8.09本（23回出場） |
| 3位  | 171本（優勝4回） | 堀内健       | 8.55本（20回出場） |
| 4位  | 139本（優勝3回） | 秋山竜次     | 8.69本（16回出場） |
| 5位  | 126本（優勝2回） | 川島明       | 9.69本（13回出場） |
| 6位  | 90本（優勝1回）  | 博多大吉     | 8.18本（11回出場） |
| 7位  | 82本（優勝2回）  | 大悟         | 10.25本（8回出場） |
| 8位  | 67本（優勝3回）  | 設楽統       | 7.44本（9回出場）  |
| 9位  | 67本（優勝2回）  | 有吉弘行     | 7.44本（9回出場）  |
| 10位 | 65本（優勝1回）  | 若林正恭     | 7.22本（9回出場）  |

## 番組テーマ曲
番組テーマ曲は「止まらないHa〜Ha」（矢沢永吉、2009年東京ドームライブ「ROCK'N'ROLL IN TOKYO DOME」バージョン）、挿入曲（ブロック予選で回答者が一斉にお題に取り組む時）に「ルイジアンナ」（キャロル）が使用されている。

## スピンオフ番組

### IPPANグランプリ
『IPPANグランプリ』（イッパン・グランプリ）とは、『IPPONグランプリ』において選出されなかった視聴者による一般解答を発表していくスピンオフ番組。本放送の事前番組として放送される場合が多い。

#### 出演者（IPPANグランプリ）
本大会の第4回までにおける優勝者が出演。
- バカリズム
- 設楽統（バナナマン）
- 小木博明（おぎやはぎ）[注 40]

#### 放送日（IPPANグランプリ）
第5回は『IPPONオープン』内で放送された。
| 回     | 放送日         | 放送時間      |
| ------ | -------------- | ------------- |
| 第1回  | 2010年9月28日  | 2:35 - 3:00   |
| 第2回  | 2010年12月29日 | 1:50 - 2:20   |
| 第3回  | 2011年3月31日  | 3:05 - 3:30   |
| 第4回  | 2011年6月5日   | 3:35 - 4:05   |
| 第5回  | 2011年10月9日  | 2:35 - 4:05   |
| 第6回  | 2012年4月6日   | 2:30 - 3:30   |
| 第7回  | 2012年11月10日 | 3:35 - 4:05   |
| 第8回  | 2013年5月22日  | 2:00 - 3:00   |
| 第9回  | 2013年11月23日 | 3:05 - 4:05   |
| 第10回 | 2014年11月5日  | 2:10 - 3:25   |
| 第11回 | 2015年5月20日  | 2:00 - 3:30   |
| 第12回 | 2015年11月11日 | 2:00 - 3:30   |
| 第13回 | 2016年6月8日   | 1:35 - 3:25   |
| 第14回 | 2016年11月16日 | 1:55 - 2:55   |
| 第15回 | 2017年5月10日  | 2:00 - 3:00   |
| 第16回 | 2017年11月25日 | 14:35 - 15:30 |
| 第17回 | 2018年3月6日   | 1:55 - 2:55   |
| 第18回 | 2018年12月8日  | 15:30 - 17:30 |
| 第19回 | 2019年4月15日  | 1:00 - 1:50   |
| 第20回 | 2019年11月23日 | 14:15 - 15:20 |
| 第21回 | 2020年6月13日  | 15:55 - 17:30 |
| 第22回 | 2020年12月5日  | 13:35 - 15:25 |
| 第23回 | 2021年5月22日  | 13:35 - 15:25 |
| 第24回 | 2021年12月4日  | 14:35 - 16:25 |
| 第25回 | 2022年5月21日  | 13:30 - 14:30 |
| 第26回 | 2023年5月7日   | 16:05 - 16:45 |
| 第27回 | 2024年1月28日  | 16:05 - 17:25 |

### IPPONプラス
『IPPONプラス』（イッポン・プラス）とは、ルールを一新した『IPPONグランプリ』のスピンオフ番組。IPPONグランプリにおける番組構成のイメージカラーの黄色に対し、こちらは緑を基調とした構成となっている。
この番組名での放送回数は2回のみだが、2012年4月から半年間、火曜深夜で『おもしろ言葉ゲーム OMOJAN』としてレギュラー化されて放送された。

#### 概要・ルール
本企画は、60個の言葉が書かれた「IPPONバー」を5人に12本ずつ振り分けて親が出した言葉と自分の手持ちの言葉を組み合わせることで、誰が一番面白い言葉を造ることができるかを競うゲームである。
- 出演者の5人は、五角形の麻雀卓に類似したテーブルを囲み、ゲームを行う。親の右隣の出演者から解答を始め、最後に親が解答を発表する。
- 各自の解答後に、誰が一番面白かったかの審議が行われる。そこで選出された解答者が「IPPON」獲得となる。これを手持ちのバーが無くなる全10回戦まで行う。10回戦を終えると、最終判定に移る。
- 最終判定には今までIPPONを獲得した組み合わせから1番面白いと思う組み合わせを1つ選び、多数決で「CHAMPION」を決める。

この番組における構成企画のフォーマットは、かつてフジテレビ系にて放送されていた「松ごっつ」内にて行われていた「面雀（オモジャン）」と類似している。相違点は「面雀」が麻雀卓に似た正方形のテーブルにて行われる4人制のゲームであること。類似点は、配布された手持ちの言葉（「面雀」では麻雀杯に似た木札に書かれている）と、お題として場に提供された言葉を組み合わせて、誰が一番面白い言葉を作ることができるかを競う点である。

#### 放送日・出場者（IPPONプラス）
| 回    | 放送日        | 放送時間    | 出場者（太字はチャンピオン）                                                                         |
| ----- | ------------- | ----------- | --- |
| 第1回 | 2011年9月28日 | 0:35 - 1:35 | 松本人志（ダウンタウン） 三村マサカズ（さまぁ〜ず） 大竹一樹（さまぁ〜ず） 板尾創路（130R） 関根勤   |
| 第2回 | 2012年1月3日  | 0:40 - 1:40 | 松本人志（ダウンタウン） 三村マサカズ（さまぁ〜ず） 大竹一樹（さまぁ〜ず） 板尾創路（130R） 三谷幸喜 |

#### 出演者（IPPONプラス・第2回）
- 司会進行
  - 佐野瑞樹（フジテレビアナウンサー）
- 観覧ゲスト
  - 綾小路翔
  - 福田沙紀
  - 渡部陽一

### IPPONオープン・IPPONスカウト
『IPPONオープン』（イッポン・オープン）または『IPPONスカウト』（イッポン・スカウト）とは、『IPPONグランプリ』のスピンオフ番組である。全国のお笑い芸人を対象に大喜利ペーパーテストを実施。その中から優秀者20名の回答を紹介し、No.1回答を選出する。No.1解答に選ばれた者が本戦進出。IPPONスカウト第4回からは、優秀回答者の人数を5名（もしくは6名）に絞り、その5名（もしくは6名）で本編同様の予選決勝を争う形で行われた。

#### 放送日・出場者（IPPONオープン・IPPONスカウト）
太字は本選進出者。本選での結果は#出場者を参照。
| 番組名・回     | 番組名・回    | 放送日         | 放送時間      | 予選決勝出場者 |
| -------------- | ------------- | -------------- | ------------- | --- |
| IPPONオープン  | IPPONオープン | 2011年10月9日  | 2:35 - 4:05   | 飯尾和樹（ずん） |
| IPPON スカウト | 第1回         | 2012年11月17日 | 13:30 - 15:30 | もう中学生 |
| IPPON スカウト | 第2回         | 2013年5月25日  | 13:30 - 15:00 | 渡辺江里子（阿佐ヶ谷姉妹） |
| IPPON スカウト | 第3回         | 2013年11月16日 | 13:35 - 15:00 | 小出水直樹（シャンプーハット） |
| IPPON スカウト | 第4回         | 2014年5月17日  | 10:45 - 11:40 | 五明拓弥（グランジ） ヒコロヒー 今野浩喜（キングオブコメディ） 川元文太（ダブルブッキング） ねづっち（Wコロン）                                   |
| IPPON スカウト | 第5回         | 2014年11月1日  | 13:30 - 15:30 | 五明拓弥（グランジ） 伊藤修子 八木真澄（サバンナ） RG（レイザーラモン） 篠宮暁（オジンオズボーン） お〜い!久馬（ザ・プラン9）                     |
| IPPON スカウト | 第6回         | 2015年5月16日  | 14:00 - 15:30 | 斎藤司（トレンディエンジェル） 児嶋一哉（アンジャッシュ） RG（レイザーラモン） 久保田和靖（とろサーモン） 川原克己（天竺鼠） 五明拓弥（グランジ） |
| IPPON スカウト | 第7回         | 2015年11月7日  | 14:05 - 15:30 | RG（レイザーラモン） もう中学生 哲夫（笑い飯） 高橋健一（キングオブコメディ） 鈴木浩之（あま福） お〜い!久馬（ザ・プラン9）                       |
| IPPON スカウト | 第8回         | 2016年6月4日   | 15:00 - 17:00 | こいで（シャンプーハット） 川島明（麒麟） 永野 川元文太（ダブルブッキング） 今野浩喜                                                              |
| IPPON スカウト | 第9回         | 2016年11月12日 | 15:00 - 17:00 | RG（レイザーラモン） おほしんたろう こいで（シャンプーハット） 斎藤司（トレンディエンジェル） 久保田和靖（とろサーモン） 飛永翼（ラバーガール）   |
| IPPON スカウト | 第10回        | 2017年5月6日   | 13:30 - 15:00 | RG（レイザーラモン） ゆりやんレトリィバァ 水田信二（和牛） 川西賢志郎（和牛） 真栄田賢（スリムクラブ） 平井”ファラオ”光（馬鹿よ貴方は）           |

### IPPANODAIグランプリ
『IPPANODAIグランプリ』（イッパン・オダイ）とは、2018年12月15日に放送された、『IPPONグランプリ』のスピンオフ。視聴者投稿で惜しくも採用まで至らなかったお題を芸人たちが吟味する。前述3番組とは異なり、地上波ではなくBSフジ・BSフジ 4Kで放送された。

#### 出演者（IPPANODAIグランプリ）
- 又吉直樹（ピース）
- 山里亮太（南海キャンディーズ）
- 岩井勇気（ハライチ）
- サンシャイン池崎
- 桑原雅人（トット）
- 渚（尼神インター）
- 好井まさお（井下好井）
- 松尾駿（チョコレートプラネット）

### IPPON女子グランプリ
『IPPON女子グランプリ』（イッポン女子グランプリ）とは、出場者を女性に限定した『IPPONグランプリ』のスピンオフ。2022年6月25日の21:00 - 23:10に『まっちゃんねる』内で放送された。
長年開催されているIPPONグランプリであるが、過去の出場者270人のうち女性出場者はわずか7人、更に決勝進出者は0人であり、女性は大喜利が苦手じゃないかという疑惑が生まれる。そこで松本が女性にスポットを当てたIPPON女子グランプリを開催。女性芸人ブロックと女性タレントブロックに分けて大喜利対決を行う。
ルールは基本的にIPPONグランプリを踏襲しているが、以下のような違いがある。
- 女性芸人ブロックと女性タレントブロックの回答者は各4人。各ブロックの優勝者にトロフィーが授与される。終了後、レベルの高さに感心した松本の提案により、急遽「頂上決戦」が組まれ、女性芸人ブロックの優勝者と女性タレントブロックの優勝者の2名による決勝戦が行われ[5]、2本先取で総合優勝となる。
  - 急遽決定した頂上決戦ということもあり、決勝戦で通常行われる「動画でアフレコ」は行われなかった。一方で、ラリー形式で回答するお題（この回は、松本が「○」「×」判定を実施）は行われた。また、総合優勝の賞品は無い。
- 採点は別室にいる松本と見届け人3人（川島明、大悟、バカリズム）の計4人で行う。持ち点は1人2ポイントで、各ブロック・決勝戦ともに8ポイントで「IPPON」となる。女性芸人と女性タレントの出場者は採点を行わない。
- 「ドラムロール大喜利」は1問だけで、早押しで回答して「IPPON」が出た時点で終了。そのため、通常の「ドラムロール大喜利」は1人1回順番に回答するが、すぐにIPPONが出ると回答出来ない回答者が出る一方、1人2回以上回答することもある。
- 松本と見届け人3人が考えたお題も出題される[注 42]。
- 松本と見届け人は回答中、出場者に伝えたいことがある場合、松本の手元にある中断ボタンを押して問題を中断し、必要事項を伝えることができる（放送上では、松本が笑いすぎて判定ボタンを押し忘れ、時間差で押した事に対する謝罪、大喜利の回答がお題と逸脱しすぎている事に対する苦言）。

#### 出場者（IPPON女子グランプリ）
太字は各ブロックにおける優勝者、頂上決戦は総合優勝者。
| 芸人ブロック                                                                                       | タレントブロック                               | 頂上決戦                    |
| -------------------------------------------------------------------------------------------------- | ---------------------------------------------- | --------------------------- |
| 福田麻貴（3時のヒロイン）(6) イワクラ（蛙亭）(8) 加納（Aマッソ）(6) 箕輪はるか（ハリセンボン）(10) | 滝沢カレン(11) 神田愛花(6) 渋谷凪咲(8) 王林(7) | 箕輪はるか(2) 滝沢カレン(1) |

### IPPONグランプリ THE LIVE!
『IPPONグランプリ THE LIVE! 』（イッポングランプリ ザライブ）は、2022年9月10日の18:30 - 23:10に、特別番組『FNSラフ&ミュージック2022〜歌と笑いの祭典〜』第1夜内で実施されたスピンオフ企画。番組史上初の生放送かつチーム戦にて実施された。
ルールは基本的にIPPONグランプリを踏襲しているが、以下のような違いがある。
- 回答者はアーティスト代表としてSnow Manチーム3人、お笑い芸人代表として吉本大喜利苦手芸人チーム3人。両チームが一斉に解答。4問の合計本数が多いチームが勝利となる。通常回とは違い、決勝戦は行われない。
- 採点はIPPON女子グランプリと同様、松本と見届け人3人（大悟、西田幸治、バカリズム）の計4人で行う。持ち点は1人2ポイントで、8ポイントで「IPPON」となる。
- 松本と見届け人は回答中、出場者に伝えたいことがある場合、松本の手元にある中断ボタンを押して問題を中断し、必要事項を伝えることができる。
- 1・4問目は文章問題、2問目は写真で一言ルーレット、3問目はドラムロール大喜利が出題され、写真で一言ルーレット、ドラムロール大喜利は、各チーム交互に1人ずつ解答。なお、この回はドラムロール大喜利に加え、写真で一言ルーレットも1人1回ずつの一発勝負で行われた。

#### 出場者（IPPONグランプリ THE LIVE!）
| Snow Manチーム                      | 吉本 大喜利苦手芸人チーム                                             |
| ----------------------------------- | --------------------------------------------------------------------- |
| 宮舘涼太(2) 阿部亮平(1) 向井康二(1) | 陣内智則(0) 後藤輝基（フットボールアワー）(1) 藤本敏史（FUJIWARA）(2) |

結果、4-3でSnow Manチームの勝利。陣内は番組史上初0本という結果になった。

## スタッフ
第29回時点
- 構成：高須光聖 / 堀由史、平田喜之、長谷川優、大西右人、山元大（長谷川・大西→第20回-、山元→第27回-）
- ナレーション：松元真一郎、遠藤憲一[注 44]、樋口あかり（第23回 - ）
- TP：勝村信之（フジテレビ、第25回 - ）
- TM（第27回 - ）：鈴木達雄（第27回 - ）
- SW：岩田一己
- カメラ：吉原喜久（第22,24回 - ）
- VE（第20回 -）：武田和浩（第20 - 22,25回 - ）
- MIX（第20回 - ）：本間祥吾（第20回 -、第19回は音声）
- 照明：紙透貴仁（第20回までと第23回）
- 美術プロデューサー（第20回 - ）：平井秀樹（フジテレビ、第19回は美術制作）
- アートコーディネーター（第20回 - ）：内山高太郎（第20回 -、第19回は美術進行）
- 大道具：大原隆（第23回 -、以前も担当）
- 小道具（第20回 - ）：乾川太志（第24回 -、以前は装飾）
- アクリル装飾：加藤徳格（第27回 - ）
- デザイン：鈴木賢太（フジテレビ、第20回 -、第19回は美術デザイン）
- CG/オープニング：神保聡（フジテレビ）
- CGプロデュース：木本禎子（フジテレビ、第19回はCGデザインのみ、第20回はデザイン兼務）
- CG制作（第20回 - ）：井澤由花子、勝又透江（共に第20回 -）
- デジタルコンテンツ：遠藤千翼（第20回 -）、武藤直幸（第28回 - ）
- メイク：TEES、山田かつら（山田→第20回 - ）
- 編集：田郡章裕、横山勇介（横山→第18- 24,26回 - ）
- MA：阿部雄太
- 音響効果：田中寿一、松山矩之（J-WORKS、松山→第10回 - ）
- 技術協力：IMAGICA、fmt（旧 FLT）、ニューテレス、フジアール、インターナショナルクリエイティブ、GOfO（GO→第28回 - ）
- Tシャツデザイン（第24回 - ）：藤原ヒロシ（第24回 - ）
- 編成（第29回 - ）︰木月洋介（フジテレビ、第29回）
- 営業（第29回 - ）︰柳元大輝（フジテレビ、第29回）
- 広報：飯泉英一郎（フジテレビ、第29回）
- TK：江野澤郁子
- デスク：山崎尚美（第26回 - ）、佐々木紗華（第29回）
- FD（第20 - 22,25回-）：大和田祐人（第27回 - ）
- AP（第22回 - ）：三谷奈央（第29回）、杉本瑞季（吉本興業、第28回 - ）
- ディレクター：峠奈緒、青木孝之（青木→クリエイターズボックス、以前は、AD）、米田唯一（フジテレビ、第22回 -）、玉置遼（フジテレビ、第24回 -）、城山海周（フジテレビ、第24回 -）、阪口智稀（第29回）
- プロデューサー：池田拓也（フジテレビ、第28回）、利光智子（k-ten、以前はAP、第21回まではともこ名義）、竹内承（第20 - 23,29回、ザ・スピングラス、以前は、AP）、嶋川雅和（吉本興業、第28回 - ）
- 総合演出：日置祐貴（フジテレビ、第20回 -）
- チーフプロデューサー：萬匠祐基（フジテレビ、第27回 -）
- 制作協力：吉本興業
- 制作：フジテレビ 編成制作局 バラエティー制作センター（旧 バラエティ制作センター→制作局 第二制作センター→編成局 制作センター 第二制作室→編成制作局 制作センター 第二制作室）
- 制作著作：フジテレビ

### 過去のスタッフ
- ナレーション：高橋真麻（第19回）
- 制作統括（第22・23回）：中嶋優一（フジテレビ、第22・23回、第21回まではチーフプロデューサー）
- 企画：小松純也（当時フジテレビ、現:スチールヘッド）
- 構成：松本真一 / 長谷川朝二、宮丸直子、谷口聡、さだ（さだ→第20-28回）
- TP：塩津英史（フジテレビ）、長田崇（フジテレビ）
- TM：高瀬義美（以前は、TP）
- カメラ：秋山勇人（第21回までと第23回）
- VE（第20回 -）：高橋正直（第23回）、齋藤雄一（第24回）
- 映像：石井利幸
- 大道具：斉藤隆史、市川賢太（市川→第20 - 22回）
- 小道具：門間誠（第20 - 23回）
- 装飾：菊池誠
- アクリル装飾：斉藤祐介（第23回まで）、谷口航平（第24 - 26回）
- マルチ：鎌田健太郎
- 電飾（第17 - 19回）：大野太地
- デジタルコンテンツ：山地克明（よしもとクリエイティブ・エージェンシー）、近藤壮、出樋昌稔（フジテレビ、出樋→第22 - 25回）、磯尾弓恵（第26回）、小林瑞季（第27,28回）
- 音響効果：秋山立樹（J-WORKS、第25 - 27回）
- 写真協力：アフロ
- 写真：AP（第25回）
- 映像協力（第22回）：講談社（第22回）
- 広報：瀬田裕幸（フジテレビ）
- 制作協力：株式会社モモアンドグレープスカンパニー
- デスク：伊藤藍、横山明絵、小島綾子（小島→第17 - 19回）、高橋沙織（第20 -24回）、海藤智美（第25回）
- FD（第20 - 22,25回-）：木村浩輝（第25,26回）
- AP（第22回 - ）：邵東方（吉本興業、第22 - 24回）、岡田怜子（第25 - 27回）、香西大輝（吉本興業、第25 - 27回）、木村文香（第27,28回）
- 制作進行（第25-27回）：藤原麻衣（第25-27回、アルファ・グリッド、第23,24回はAP）
- ディレクター：佐々木敦規（FILM Design Works）、袰川斉（やんかわ商店）、永田修一、森田幸子、須貝暢夫（須貝→第18 - 23回 ）、斉藤健（斉藤→第20 - 22回）、齊(斉)藤崇晃・加藤武・宮川直樹・石川隼・木村剛・杉野幹典・渡辺恭平（以上フジテレビ）、廣井敦（一時離脱）、伊藤恭平、飯沼慶治郎、幸田拓也（宮川→第18,19回、杉野→第18 - 22回、石川・木村→第20回、伊藤→第23 - 26回、第20,21回はFD、渡辺→第23 - 27回、飯沼→第24 - 27回、幸田→第25 - 27回、第22回はFD）
- プロデューサー：五十嵐剛・松本祐紀・西村宗範（以上フジテレビ、西村→第18,19回）、萩原雄一・亀井俊徳・関和紀（以上よしもとクリエイティブ・エージェンシー、関→第18,19回）、小林靖子（エスエスシステム、第28回）、嶋和也（吉本興業、第20 -24回、第21回まではよしもとクリエイティブ・エージェンシー）、内藤豊（吉本興業、第25回）、肥後篤人（吉本興業、第26,27回）
- 演出：竹内誠（フジテレビ、以前は、CP兼務）
- チーフプロデューサー：佐々木将（フジテレビ）、矢﨑裕明（フジテレビ、第22 - 26回、以前はディレクター→第20,21回はプロデューサー）

## DVD
本編
- IPPONグランプリ09-10 開幕戦（2009年12月27日放送分）

特典映像
- MATSUMOTO's Chairman Booth
- IPPAN GRAND PRIX

本編
- IPPONグランプリ09-10 春の陣（2010年3月30日放送分）

特典映像
- MATSUMOTO's Chairman Booth
- IPPAN GRAND PRIX

本編
- IPPONグランプリ09-10 秋の陣（2010年10月5日放送分）

特典映像
- MATSUMOTO's Chairman Booth
- IPPAN GRAND PRIX

本編
- IPPONグランプリ2011 開幕戦（2011年1月4日放送分）

特典
- おぎやはぎによる副音声を収録

本編
- IPPONグランプリ 第5回大会（2011年6月11日放送分）

特典
- バカリズム、近藤春菜（ハリセンボン）による副音声を収録

本編
- IPPONグランプリ 第6回大会（2011年10月22日放送分）

特典
- スリムクラブによる副音声を収録

本編
- IPPONグランプリ 第7回大会（2012年4月7日放送分）

特典
- ずんによる副音声を収録

本編
- IPPONグランプリ 第8回大会（2012年11月17日放送分）

特典
- ロバートによる副音声を収録

本編
- IPPONグランプリ 第9回大会（2013年5月25日放送分）

特典
- 飯尾和樹（ずん）、渡辺江里子（阿佐ヶ谷姉妹）による副音声を収録

特典映像
- IPPAN GRAND PRIX

本編
- IPPONグランプリ 第10回大会（2013年11月23日放送分）

特典
- シャンプーハットによる副音声を収録

特典映像
- IPPAN GRAND PRIX

本編（予定内容）
- IPPONグランプリ 第11回大会（2014年5月24日放送分）

発売未定となった理由
- 「幻想音楽家 田村河内さんの隠し事を教えて下さい」のお題が放送倫理・番組向上機構（BPO）で審議入りしたことにより、DVDへの収録にストップがかかったため[6]。その後の審議の結果、翌年11月17日に「放送倫理上問題ない（いわゆる不問）」との判断が下されている。

本編
- IPPONグランプリ 第12回大会（2014年11月8日放送分）

特典
- 飯尾和樹（ずん）、ちゅうえい（流れ星）による副音声を収録

特典映像
- IPPAN GRAND PRIX

本編
- IPPONグランプリ 第13回大会（2015年5月23日放送分）

特典
- 博多華丸・大吉による副音声を収録

特典映像
- IPPAN GRAND PRIX

本編
- IPPONグランプリ 第14回大会（2015年11月14日放送分）

特典
- スピードワゴンによる副音声を収録

特典映像
- IPPAN GRAND PRIX

本編
- IPPONグランプリ 第15回大会（2016年6月11日放送分）

特典
- 川島明（麒麟）、今野浩喜による副音声を収録

特典映像
- IPPAN GRAND PRIX

本編
- IPPONグランプリ 第16回大会（2016年11月19日放送分）

特典
- 川島明（麒麟）、永野による副音声を収録

特典映像
- IPPAN GRAND PRIX

本編
- IPPONグランプリ 第17回大会（2017年5月13日放送分）

特典
- 和牛による副音声を収録

特典映像
- IPPAN GRAND PRIX

本編
- IPPONグランプリ 第18回大会（2017年12月2日放送分）

特典
- カミナリによる副音声を収録

特典映像
- IPPAN GRAND PRIX

本編
- IPPONグランプリ 第19回大会（2018年3月10日放送分）

特典
- ミキによる副音声を収録

特典映像
- IPPAN GRAND PRIX